# Pirazolopiridin
Pirazolopiridini su grupa lekova koji su istraživani kao anksiolitici. Oni deluju kao pozitivni alosterni modulatori GABAA receptora putem barbituratnog mesta vezivanja. U ovu grupu se ubrajaju sledeća jedinjenja: 
- Kartazolat (SQ-65,396)
- Etazolat (SQ-20,009)
- ICI-190,622
- Trakazolat (ICI-136,753)